# Autozam Carol
Der Autozam Carol war ein Kleinstwagen in der japanischen Kei-Car-Klasse, der erstmals 1989 präsentiert wurde. Die Kooperation von Mazda und Suzuki brachte die gemeinsamen Autozam-Modelle hervor und der von Mazda vertriebene Autozam Carol basierte daher auf dem zeitgenössischen Suzuki Alto. Bereits bis 1976 war Mazda, letztmals mit dem Mazda Chantez, in der Kei-Car-Klasse vertreten. Da Mazda den Chantez nicht so anbieten konnte wie geplant und die Verkaufszahlen schwach waren, entwickelte Mazda keinen Nachfolger mehr und zog sich aus dem Segment zurück. Mit der Autozam-Kooperation mit Suzuki beschloss man, einen neuen Versuch zu starten, um das Kaufverhalten zu testen. Mit der Aufgabe der Marke Autozam 1998 startete man dann den Mazda Carol, der nun mittels Badge-Engineering vollkommen dem zeitgenössischen Suzuki Alto entspricht.

## Autozam Carol AA5PA/AA6PA 1989–1995
1989 startete die Produktion des Autozam Carol auf Basis des Suzuki Alto, jedoch mit eigenständigem Innen- und Außendesign. Vertrieben wurde das Modell über das neu gegründete Autozam-Händlernetz, das zum größten Teil bei Suzuki- und Mazda-Händlern integriert war. Beim Front-Design orientierte man sich am Nissan Pao, der seinerzeit sehr beliebt, aber in einer anderen Preiskategorie angesiedelt war. Ursprünglich ging man von einer begrenzten Nachfrage aus. Das Modell wurde jedoch sehr erfolgreich angenommen, sodass die konservativ geplanten Produktionszahlen für 1989 dazu führten, dass die in diesem Jahr produzierten Modelle nur als Vorführwagen für die Kunden erhältlich waren. Daher wird auch teilweise erst von einem Verkaufsstart 1990 gesprochen, da erst zu diesem Zeitpunkt die Kunden die Wahl hatten, ihren Carol individuell auszustatten. Zum Start war der Carol mit den Suzuki SOHC FB5 547 cm³ und F6A 657 cm³ mit optionalem 3-Stufen-Automatikgetriebe und serienmäßigem 4-Gang-Schaltgetriebe erhältlich. Neben dem Standard-Frontantrieb gab es optional auch eine Version mit Allradantrieb. 1991 erfolgte eine Aufwertung der Kraftübertragung. Um das Drehmoment des F6A mit Turbolader besser zu verteilen und für bessere Kraftstoffeffizienz zu sorgen, erhielten alle Modelle nun ein 5-Gang-Schaltgetriebe. Zusätzlich wurde die Sicherheit durch neue Dreipunkt-Sicherheitsgurte und Seitenaufprallschutz in den Türen verbessert. Ebenso gab es als Option ein elektrisches Faltschiebedach, das bereits beim Mazda 121 sehr beliebt war. Für das Turbomodell gab es den an beiden Enden gekrümmten Dachspoiler Kyarosupo mit integriertem dritten Bremslicht. Dieser war auch am Autozam AZ-1 und Suzuki Cappuccino lieferbar. Für Rollstuhlfahrer brachte man die Version Carol Miredi auf den Markt, die es ermöglicht, diesen dank Umbauten mittels Heckkraftheber ins Heck zu heben.

## Autozam Carol AC6P 1995 –1998
Mitte 1995 startete die zweite Generation, die aber nicht vollständig neu entwickelt worden war. Das Chassis entsprach dem Vorgänger, während die Karosserie neu entwickelt wurde. Die Griffe der Autotüren und die Heckstoßstange entsprachen dem Vorgänger, während die Abdeckung der Scheinwerfer vereinfacht wurde. Wiederum gab es nur einen Dreitürer mit vier Sitzplätzen. Die Sicherheitsausstattung wurde um, je nach Version, serienmäßige Doppelairbags und optionale Seitenairbags erweitert. Als Antrieb war nun nur noch der F6A SOHC 657-cm³-Benzinmotor, wahlweise mit Turbolader, kombiniert mit 5-Gang-Schaltgetriebe oder 3-Stufen-Automatikgetriebe erhältlich, standardmäßig mit Frontantrieb und optional mit Allradantrieb. Insgesamt wurde der Carol durch die Aufwertung in Technik und Ausstattung dadurch deutlich teurer und war daher nicht so beliebt wie sein Vorgänger. Dadurch beendete Mazda 1996 die Weiterentwicklung des Autozam Carol. Die einzigen noch durchgeführten Änderungen bis zum Produktionsende im September 1998 waren ab Dezember 1996 der Verkauf des Carol als kommerzielle Variante ohne Rücksitze und mit deutlich abgespeckter Ausstattung im sogenannten japanischen Mitsuoka Markt, sowie der ab 1997 erhältliche Carol AC, ein von Mazdaspeed mit einem Tuning-Kit namens A-Spec veredelter Carol. Ab Oktober 1998 war dann der Mazda Carol das Nachfolgemodell.